# Prăbușirea unui pasaj suprateran al metroului din Mexico City

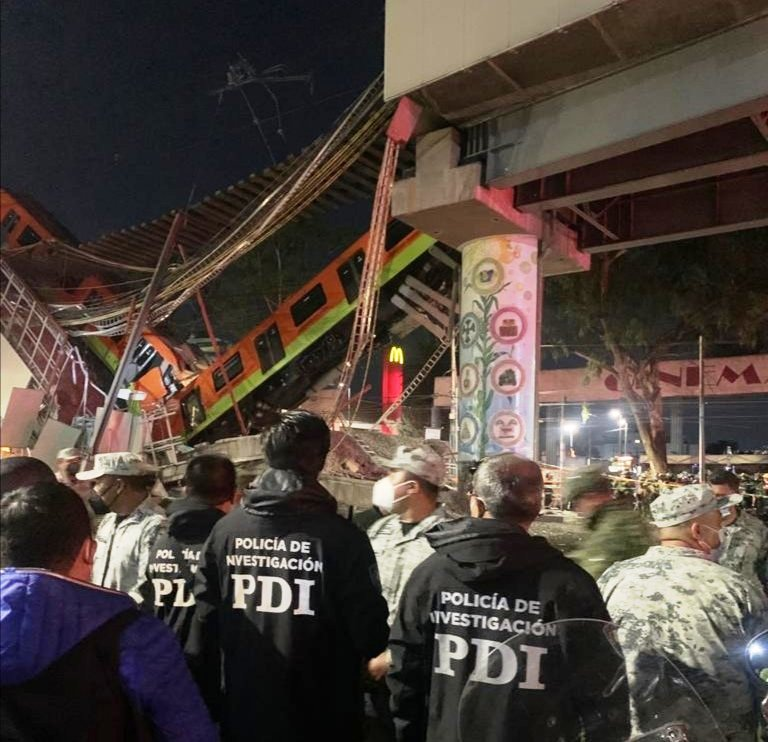
Vedere a prăbușirii la o zi după, pe 4 mai 2021

La 3 mai 2021, la ora 22:25 CDT, o secțiune supraînălțată de pe linia 12 a metroului din Mexico City s-a prăbușit între stațiile Olivos și Tezonco din Mexico City, Mexic. Până în prezent, 24 de persoane au fost ucise când podul și trenul au căzut pe șoseaua de dedesubt. Inaugurată în 2012, linia 12 este cea mai nouă linie din sistem.

## Context
Linia 12 (cunoscută și sub numele de linia de aur) este cea mai nouă linie a sistemului de metrou, a cărei construcție a început în septembrie 2008. Însă, încă de la punerea în funcțiune, s-a confruntat cu probleme legate de trenurile care circulă pe tronsoanele supraînălțate, ceea ce a impus reducerea vitezei din cauza temerilor de deraiere. Șaptesprezece luni mai târziu, tronsonul Atlalilco-Tláhuac, unde se află stațiile Tezonco și Olivos, a fost închis timp de douăzeci de luni pentru remedierea unor defecțiuni tehnice și structurale.

## Prăbușirea
La 3 mai 2021, la ora 22:25 CDT, în cartierul Tláhuac, un tren care se îndrepta spre stația Tláhuac trecea pe pasajul supraînălțat dintre stațiile Olivos și Tezonco. Cu aproximativ 220 de metri înainte de a ajunge la stația Olivos, secțiunea s-a prăbușit atunci când o grindă care susținea șinele a cedat, provocând căderea ultimelor două vagoane de tren. Resturile au căzut pe o mașină. Cel puțin 24 de persoane au murit și alte 70 au fost rănite, dintre care 65 de victime spitalizate, dintre care șapte în stare gravă. Printre victime se numără și copii. Pasajul suprateran se afla la aproximativ 5 metri deasupra drumului, dar trecea peste o bandă mediană din beton, ceea ce a dus la mai puține victime printre automobiliștii de pe drum.

## Eforturi de salvare
După prăbușire, trecătorii au început eforturile de salvare. Ulterior, acestora li s-au alăturat echipe de prim răspuns. O persoană a fost prinsă în vehiculul său de tren și a fost salvată și nevătămată. O macara a fost trimisă pentru a ridica secțiuni ale trenului în timp ce echipele de căutare și salvare lucrau pentru a găsi supraviețuitori.

## Urmările
Serviciul pe întreaga linie 12 a fost suspendat și înlocuit cu autobuze.
Primarul orașului Mexico City, Claudia Sheinbaum, a declarat că Parchetul va lucra exclusiv la ancheta privind cauzele accidentului. Linia va rămâne închisă în timp ce se efectuează un studiu structural.